# Interconnexion électrique France-Espagne
INELFE est une société dont l'acronyme est INterconnexion ELectrique France-Espagne. Elle est chargée de la construction et de la mise en service de l’ensemble des interconnexions électriques entre la France et l’Espagne.

## Mission et actionnariat
La société INELFE est détenue conjointement par RTE et Red Eléctrica de España à parts égales. Elle a pour objet la définition du tracé et la construction de tout nouveau projet d’interconnexion entre la France et l’Espagne, qui permette d’augmenter la capacité d’interconnexion entre les réseaux de transport français et espagnol,.

## Réalisations
INELFE a construit l'interconnexion électrique France-Espagne Baixas - Santa Llogaia qui a été mise en service en 2015.

## Projets
INELFE prévoit la construction de l'Interconnexion électrique France-Espagne Golfe de Gascogne à partir de 2023.